# Горнобалыклейское сельское поселение
Горнобалыкле́йское се́льское поселе́ние — муниципальное образование в Дубовском районе Волгоградской области, административный центр — село Горный Балыклей. 

## История
Горнобалыклейское сельское поселение образовано Законом Волгоградской области от 14 марта 2005 года № 1026-ОД «Об установлении границ и наделении статусом Дубовского района и муниципальных образований в его составе».

## Население
| 2010  | 2012  | 2013  | 2014  | 2015  | 2016  | 2017  |
| ----- | ----- | ----- | ----- | ----- | ----- | ----- |
| 3003  | ↘2954 | ↘2930 | ↘2882 | ↘2842 | ↘2781 | ↘2734 |
| 2018  | 2019  | 2020  | 2021  |       |       |       |
| ↘2682 | ↘2595 | ↘2535 | ↘2475 |       |       |       |

## Состав сельского поселения
| № | Населённый пункт | Тип населённого пункта       | Население |
| - | ---------------- | ---------------------------- | --------- |
| 1 | Варькино         | село                         | 150       |
| 2 | Горный Балыклей  | село, административный центр | ↘2656     |
| 3 | Караваинка       | село                         | 102       |
| 4 | Полунино         | хутор                        | 95        |